# Estat Lliure de Schwarzburg-Sondershausen
L'Estat Lliure de Schwarzburg-Sondershausen (Freistaat Schwarzburg-Sondershausen) fou un dels estats territorials que van constituir l'anomenada República de Weimar. Va sorgir de l'antic Principat de Schwarzburg-Sondershausen al final de la Primera Guerra Mundial. Va existir de novembre 1918 fins a la seva unió a l'Estat de Turíngia l'1 de maig de 1920.

## Història
El 12 de novembre de 1918, el Landtag, elegit per primera vegada el 1912, va demanar unànimement al Govern de l'Estat del Príncep que redactés una nova llei sobre el sufragi i decidís establir un consell com a òrgan de transició. Això consistia en el president del parlament estatal Harald Bielfeld (DDP), els diputats Wilhelm Bärwinkel (USPD) i Ottokar Keil (DNVP), així com dos membres Friedrich Eck (USPD) i Emil Zorn. El 25 de novembre de 1918, el príncep Gunter Víctor va signar el projecte de llei amb les esmenes necessàries a la Llei que la Dieta va aprovar el mateix dia. L'autoritat executiva tenia així el consell provincial juntament amb el ministeri. En la mateixa reunió, el parlament estatal va declarar a Schwarzburg-Sondershausen un "estat social i popular".
A finals de desembre de 1918, es va concloure un acord amb el príncep Gunter Víctor quant a les seves propietats i finances. El terrenys privats amb una àrea de 24.600 van passar a ser propietat de l'estat. L'ex sobirà va rebre una pensió anual de 210.000 marcs, drets d'ús del castell de Sondershausen i drets de caça a les seus antics vedats.
En les eleccions parlamentàries del 26 de gener de 1919, els socialistes independents van guanyar una majoria absoluta de vots i mandats. L'1 d'abril de 1919, una nova constitució de l'estat, l'única constitució d'un Estat de Turíngia, sense referència a la decisió provisional. Això incloïa, entre altres coses, un nou codi municipal i un nou sufragi. Un dia després, segons la nova constitució, el govern estatal va ser triat.
El 19 de juny de 1919, el parlament de Schwarzburg-Sondershausen va acordar la fusió amb la resta dels estats de Turíngia, amb només una minoria va votar a favor de la subjugació de Prússia. Al febrer de 1920, va entrar en vigor una nova constitució, que per primera vegada va estipular la separació de l'estat i de l'església al país.
Amb la fundació de l'Estat de Turíngia l'1 de maig de 1920, l'Estat lliure de Schwarzburg-Sondershausen va renunciar oficialment a la seva condició d'estat federal sobirà. La "llei sobre l'administració dels antics països de Turíngia en el període de transició" del 9 de desembre de 1920 va convertir finalment l'Estat Lliure en una associació comunal de més alt nivell amb representació territorial i govern territorial, que va ser derogada definitivament l'1 d'abril de 1923.